# Chaunacidae
Famille
Les Chaunacidae forment une famille de poissons abyssaux de l'ordre des Lophiiformes, et comportant deux genres. 

## Liste des genres et espèces
Selon World Register of Marine Species (14 août 2010) et FishBase (14 août 2010) :
- genre Chaunacops Garman, 1899
  - Chaunacops coloratus (Garman, 1899)
  - Chaunacops melanostomus (Caruso, 1989)
  - Chaunacops roseus (Barbour, 1941)
- genre Chaunax Lowe, 1846
  - Chaunax abei Le Danois, 1978
  - Chaunax breviradius Le Danois, 1978
  - Chaunax endeavouri Whitley, 1929
  - Chaunax fimbriatus Hilgendorf, 1879
  - Chaunax flammeus Le Danois, 1979
  - Chaunax latipunctatus Le Danois, 1984
  - Chaunax nudiventer Ho & Shao, 2010
  - Chaunax penicillatus McCulloch, 1915
  - Chaunax pictus Lowe, 1846
  - Chaunax stigmaeus Fowler, 1946
  - Chaunax suttkusi Caruso, 1989
  - Chaunax tosaensis Okamura & Oryuu, 1984
  - Chaunax umbrinus Gilbert, 1905

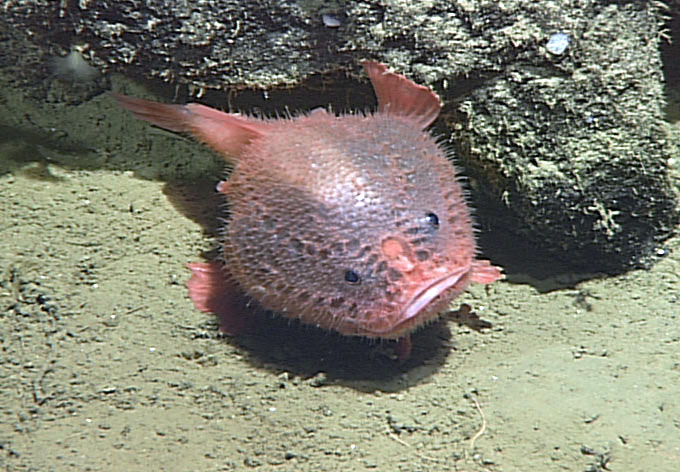
Chaunacops coloratus
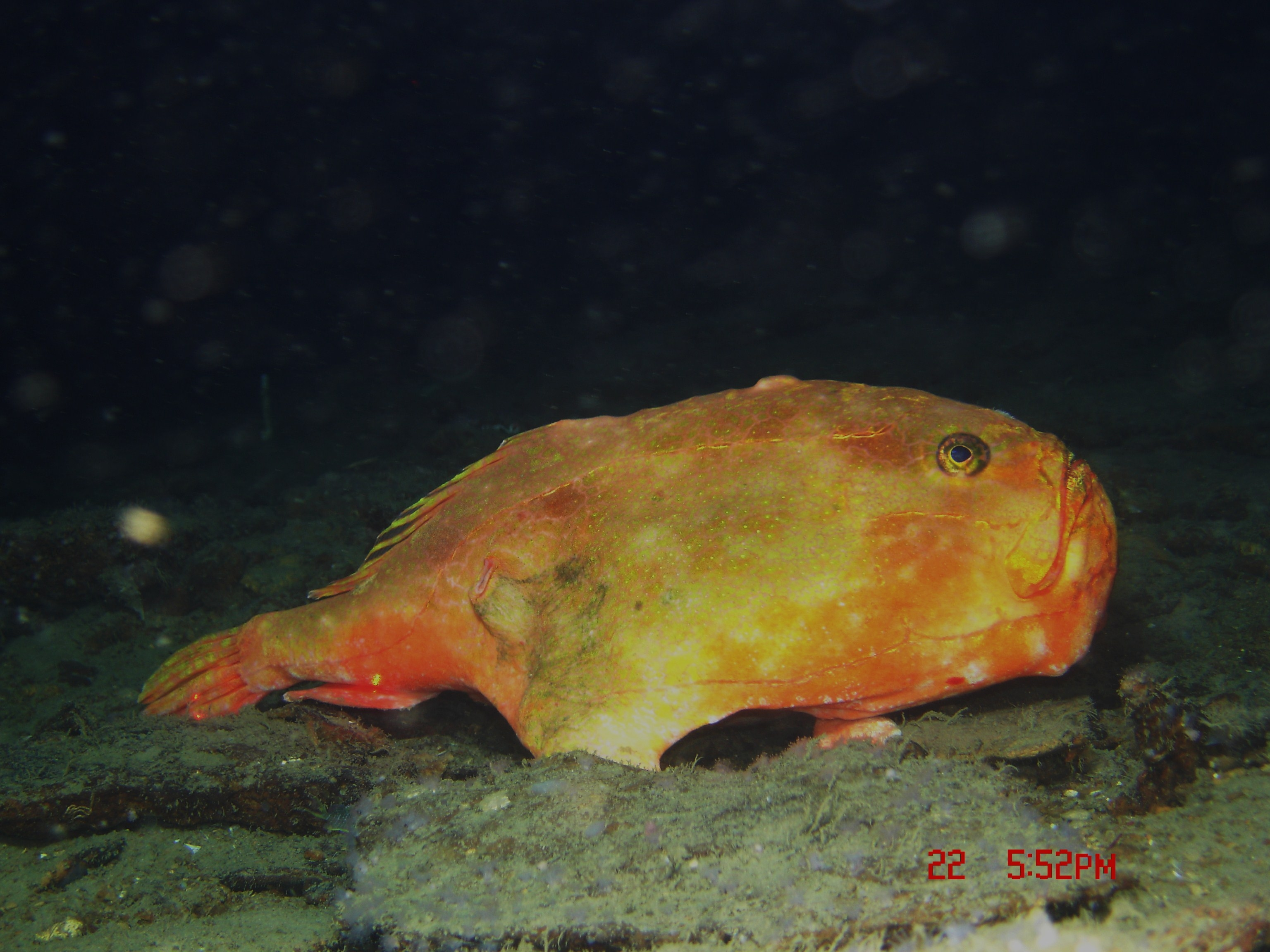
Chaunax stigmaeus
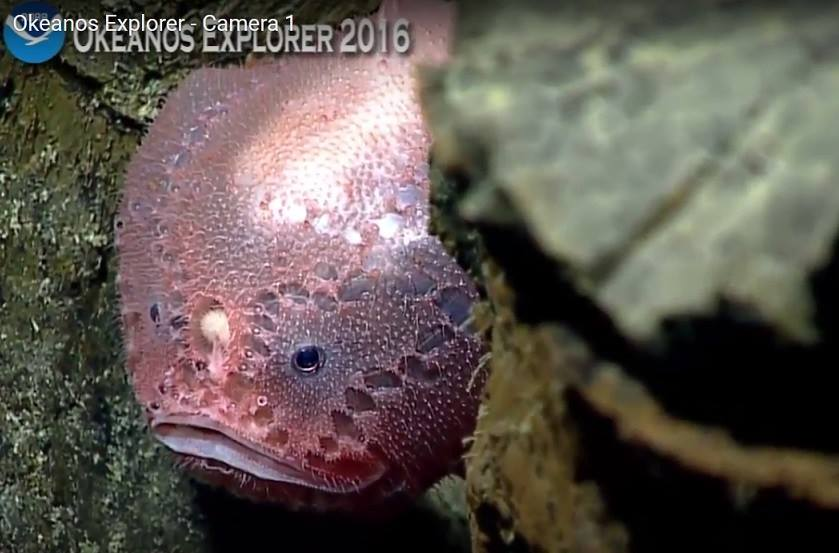
Chaunacops coloratus (gros plan sur le visage et l'illicium)